# 88875 Posky
88875 Posky è un asteroide della fascia principale. Scoperto nel 2001, presenta un'orbita caratterizzata da un semiasse maggiore pari a 2,5578513 UA e da un'eccentricità di 0,1269207, inclinata di 2,72052° rispetto all'eclittica.